# Латур (округ)
Латур (маратхи लातूर जिल्हा; англ. Latur) — округ в индийском штате Махараштра. Образован 1 мая 1960 года. Административный центр — город Латур. Площадь округа — 7157 км². По данным всеиндийской переписи 2001 года население округа составляло 2 080 285 человек. Уровень грамотности взрослого населения составлял 71,5 %, что выше среднеиндийского уровня (59,5 %). Доля городского населения составляла 23,6 %.